# Ivan Regen
Ivan (Janez) Regen (también conocido como Johann Regen) (9 de diciembre de 1868 – 27 de julio de 1947) fue un biólogo esloveno, conocido por sus estudios en el campo de la bioacústica.
Regen nació en el pueblo de Lajše (en lo que hoy es Eslovenia) y durante su juventud se interesó en los sonidos producidos por los insectos. Como su familia no tenía dinero para pagar sus estudios, comenzó sus estudios en el seminario local para lo cual recibió una beca, y así pudo ahorrar para solventar el costo de proseguir sus estudios en Viena. En Viena estudió historia natural en la Universidad de Viena, entre sus profesores se destacan Karl Grobben, Sigmund Exner y Carl Friedrich Wilhelm Claus. Recibió su doctorado en 1897 y empezó trabajar como profesor de colegio secundario (gimnasium), primero en Viena y después en Hranice (Moravia). Finalmente fue trasladado a un colegio en Viena gracias a una recomendación de Exner, allí trabajó hasta su jubilación en 1918.
Simultáneamente con su tarea docente Regen comenzó a realizar tareas de investigación sobre la fisiología de los animales, convirtiéndose en uno de los primeros científicos eslovenos en trabajar en el extranjero después de la Primera Guerra Mundial. Con observaciones cuidadosas de katídidos y la estridulación de los gríllidos, demostró que los insectos responden a estímulos acústicos de otros individuos y logró que los insectos respondieran a estímulos artificiales empleando un altavoz. Después, demostró que el oído de un insecto depende de un órgano timpánico intacto, en la que sería la primera descripción de la función de este órgano. Por sus contribuciones es considerado el fundador de la bioacústica moderna. También estudió otros fenómenos fisiológicos en los insectos, como la respiración, la hibernación, el desarrollo de pigmento bajo diversas condiciones y el ecdisis.
El proyecto de mayor envargadura realizado por Regen fue el llamado "laboratorio geobiológico", un gran terrario en el cual estudió a gran escala la fonotaxis. Utilizando unas 1.600 hembras con órganos del oído intactos o dañados, pudo evaluar estadísticamente su comportamiento.
A partir de 1911 trabajó como investigador privado, pero se mantuvo en contacto con Eslovenia, apoyando la tarea de varias sociedades e instituciones culturales locales, y estableciendo la terminología eslovena para los campos en que trabajaba. En 1921 rechazó la invitación para convertirse en profesor en la Universidad de Ljubljana. En 1940, fue nombrado miembro asociado de la Academia Eslovena de Ciencias y Artes y también fue un socio honorario de la Sociedad Eslovena de Historia Natural.